# Балиро
Балиро (фр. Baliros) насеље је и општина у југозападној Француској у региону Аквитанија, у департману Атлантски Пиринеји која припада префектури По.
По подацима из 2011. године у општини је живело 369 становника, а густина насељености је износила 101,37 становника/km². Општина се простире на површини од 4 km². Налази се на средњој надморској висини од 215 метара (максималној 382 m, а минималној 200 m).

## Демографија
| 1962. | 1968. | 1975. | 1982. | 1990. | 1999. | 2011. |
| ----- | ----- | ----- | ----- | ----- | ----- | ----- |
| 194   | 268   | 342   | 335   | 365   | 377   | 369   |

График промене броја становника у току последњих година